# 신데렐라 (1950년 영화)
《신데렐라》(영어: Cinderella)은 월트 디즈니 피처 애니메이션이 제작한 1950년 미국 만화영화이다.
월트 디즈니사의 정규 극장판으로는 12번째이며, 동화 《신데렐라》의 샤를 페로 그림판을 따서 클라이드 제로니미, 해밀턴 루스케, 윌프레드 잭슨이 감독하였고, 1950년 2월 15일 RKO 라디오 픽처스를 통해 극장에 배급되었다. 뮤지컬적인 요소가 들어 있는데, 노래는 맥 데이빗, 제리 리빙스턴, 앨 호프먼이 지었다. 신데렐라 두 편의 후속작이 있다: 신데렐라 2 (2002년), 신데렐라 3 (2007년).
290만 달러의 제작비로 만들어져 북미에서 9314만 달러, 전세계에서 2억 6360만 달러를 벌어들이는 초대박을 거두었고, 이 덕분에 디즈니랜드가 세워졌다.

## 줄거리
친절하고 상냥한 아름다운 아가씨 신데렐라는 어려서 부모님을 잃고 마음씨 나쁜 계모와 시기심 많은 언니들의 구박을 받으면서도 희망을 잃지 않았다. 친구들이라고는 거스와 자크같은 생쥐뿐이지만 그들은 무슨 일이든 신데렐라를 도왔다. 한편 왕궁에서는 혼인에 관심이 없는 왕자 때문에 왕은 근심에 빠져 있었고, 신하인 공작은 왕자의 짝을 찾을 무도회를 열자고 간언한다.
이에 왕은 교서를 내려 왕자의 환영 무도회가 열릴 것이니 나라 안 모든 여인들은 참석하라는 교지를 내린다. 이 소식을 들은 신데렐라의 두 언니는 왕자비가 될 것이라는 생각에 들떠 얼른 무도회 준비를 시작한다. 하지만 신데렐라도 무도회에 가고 싶다고 하자 트리메인 부인은, 만약 허드렛일을 다 끝내고 자리에 맞는 드레스도 준비한다면 무도회에 데리고 가겠다고 대답한다. 신데렐라는 죽은 어머니의 옛 드레스를 꺼내 수선해서 입으려고 했지만 할 일이 너무 많아서 드레스에 손을 대지 못한다. 이를 가엾게 여긴 생쥐들은 힘을 합쳐 드레스를 수선하기로 한다. 암컷들이 바느질을 하는 사이, 수컷인 자크와 거스는 아래층으로 내려가서 드레스에 곁들일 장신구를 찾는다. 마침 언니들이 팽개쳐 놓은 목걸이와 끈이 있어 두 생쥐는 심술궂은 고양이 루시퍼를 피해 장신구들을 챙겨 온다. 이윽고 저녁 8시가 되어 부인과 언니들이 나갈 채비를 하고, 신데렐라가 수선된 아름다운 드레스를 입고 나선다. 그러나 부인은 장신구가 언니들 것이란 걸 지적하고, 언니들은 자기 걸 뺏었다면서 드레스를 헤집어 엉망을 만들어 놓는다.
홀로 남겨진 신데렐라는 정원에서 서럽게 바꾼다. 그리고 신데렐라의 망쳐진 옷을 빛나는 드레스로, 낡은 신을 유리구두로 탈바꿈시킨다. 신데렐라가 마차에 올라타려는 참에 요정 대모는 마법은 자정이 지나면 풀리니 그 이전에 돌아오라는 당부를 남긴다.
왕자는 무도회에서 여러 여인들을 만나지만 누구에게도 관심이 없어 지루해하고 있었다. 그때 마지막으로 신데렐라가 나타나자 왕자는 반색하며 달려가 춤을 청한다. 신데렐라는 그가 누구인지도 모른 채로 잘생긴 왕자를 받아들이고, 둘은 무도회 내내 춤을 추며 다른 이들의 시선을 사로잡는다. 환골탈태한 신데렐라를 트리메인 부인과 두 언니들은 알아보지 못한다. 그러나 자정이 되자 신데렐라는 황급히 떠나게 되고, 쫓아오는 왕자를 뿌리치다가 유리구두 한 짝을 왕궁 계단에 흘린다. 놀란 공작은 경비대까지 풀어 신데렐라가 타고 나간 마차를 뒤쫓는다. 곧 마법이 풀려 마차와 말과 마부와 시종은 다시 호박과 생쥐와 말과 개로 되돌아가고 신데렐라도 누더기 소녀로 돌아오자 경비대를 피할 수 있었다.
다음날, 신데렐라는 지난밤의 일을 한순간의 꿈으로 여기고, 왕자는 사랑에 빠진다. 왕은 겨우 찾은 왕자의 짝을 놓쳤다는 것에 노발대발해서 공작을 다그치고, 공작은 유리구두가 있으니 이것이 발에 맞는 여인을 찾으면 된다고 말한다. 유리구두의 주인을 찾는다는 교지가 내려지고, 이 소식을 들은 신데렐라도 희망에 부푼다. 그때 트리메인 부인은 신데렐라가 바로 구두의 주인이란 걸 눈치채고, 신데렐라를 방에 가두고 열쇠를 주머니에 넣는다. 공작이 방문하자 두 언니들은 자기들이 구두의 주인이라면서 억지로 발을 끼워 맞춘다. 방 안에 갇힌 신데렐라를 본 생쥐들은 부인의 주머니에서 열쇠를 훔친다. 그러나 고양이 루시퍼가 방해하자, 신데렐라는 개 브루노를 불러 루시퍼를 내쫓게 한다. 루시퍼는 브루노에게 쫓겨 창 밖으로 떨어진다. 공작이 구두의 주인을 찾지 못하고 떠나기 직전 신데렐라가 나타난다. 그러나 트리메인 부인이 구두를 든 하인의 발을 걸어 넘어뜨리고, 유리구두는 그만 깨어지고 만다. 하지만 신데렐라는 유리구두의 다른 한 짝을 내놓는다. 부인은 경악하고 공작은 신데렐라가 왕자의 짝임을 인정한다. 신데렐라는 왕자와 결혼식을 올리고, 행복한 결말을 맞이한다.

## 등장인물
- 신데렐라 (Cinderella) : 성우는 일렌 우즈 / 서혜정, 이미라 (노래). 나이는 19세로 티아나와 함께 디즈니 프린세스 엘사 다음으로 최고령이다. 어릴 적 어머니가 돌아가셨고 아버지와 함께 살다가 아버지는 귀족 트리메인 부인과 재혼한다. 그녀에게는 이미 두 명의 친딸이 있었다. 아나스타샤와 드리젤라. 트리메인 부인은 신데렐라의 아버지가 일을 나가실 때마다 신데렐라와 아나스타샤, 드리젤라를 차별하여 신데렐라에게는 일만 시켰다. 아버지가 돌아가시자 트리메인 부인은 본성을 드러냈고 아나스타샤와 드리젤라에게만 잘해주며 신데렐라는 일만 시키는 가사 도우미 취급했다. 그럼에도 불구하고 신데렐라는 늘 미소를 잃지 않고 언젠가 자신의 꿈이 이루어지리라 믿으며 동물들과 함께 행복하게 살았다. 그러다가 차밍 왕자의 신붓감을 찾는 무도회가 열리자 참석하려 하지만 일을 모두 끝내야 참석할 수 있다는 말에 불참이 거의 유력시되었으나 동물들의 도움으로 갈 수 있었다가 아나스타샤와 드리젤라 때문에 실패한다. 그러다가 요정에 의하여 마법으로 참석할 수 있게 되었고 마법이 풀리는 12시 자정 전에 무조건 돌아와야만 했다. 참석 후에 차밍 왕자가 예쁜 드레스 복장의 신데렐라를 보고 첫눈에 반하여 둘이 춤을 추다가 12시 자정을 알리는 종이 울리자 차밍 왕자의 반대에도 불구하고 무도회장에서 나가다가 유리구두 한짝을 떨어트린다. 이후 차밍 왕자가 유리구두의 주인을 찾게 되면서 어머니와 그녀의 딸들에 의하여 유리구두를 못 신어볼 뻔하다 동물들의 도움으로 유리구두를 신어볼 수 있게 되었지만 트리메인 부인이 유리구두를 깨면서 거의 가능성이 없게 되었으나 신데렐라에게 맞는 유리구두 한 짝이 더 있어 유리구두의 주인임이 인증되고 차밍 왕자와 결혼하게 된다.

- 차밍 왕자 (Prince Charming) : 성우는 윌리엄 핍스, 마이크 더글러스 (노래) / 손원일, 김성기 (노래). 디즈니 프린스 중 플로리안과 함께 가장 비중이 적다. 본인은 결혼을 원하지 않으나 아버지가 워낙 손주를 보고 싶어해서 신붓감을 찾는 무도회를 열게 되지만 관심도 없어하고 지루해한다. 그러다가 예쁜 드레스 복장의 신데렐라에게 첫 눈에 반하여 함께 춤을 추다가 12시 자정이 되자 신데렐라가 떠나면서 따라가다가 놓치고 신데렐라가 도망가다가 벗겨진 유리구두 한 짝만 남게 되자 유리구두의 주인을 찾는다. 그리고 신데렐라가 주인으로 인증되면서 신데렐라가 결혼하게 된다.

## 성우진
| 배역          | 영어 성우                                           | 한국어 성우         |
| ------------- | --------------------------------------------------- | ------------------- |
| 신데렐라      | 아일린 우즈(대사, 노래) 헐린 스탠리(동작)           | 서혜정 이미라(노래) |
| 트리메인 부인 | 엘리너 오들리(대사, 노래, 동작)                     | 성선녀              |
| 요정 대모     | 버나 펠턴(대사, 노래) 클레어 듀브레이(동작)         | 박민아 윤복희(노래) |
| 잘생긴 왕자   | 윌리엄 핍스 마이크 더글러스(노래) 제프리 스톤(동작) | 손원일              |
| 아나스타샤    | 루실 블리스(대사) 헐린 스탠리(동작)                 | 이현선              |
| 드리젤라      | 로다 윌리엄스(대사, 노래, 동작)                     | 이진화 김련(노래)   |
| 자크          | 제임스 맥도널드                                     | 한호웅              |
| 거스          | 제임스 맥도널드                                     | 유해무              |
| 왕            | 루이 밴루튼                                         | 장승길              |
| 공작          | 루이 밴루튼                                         | 이윤선              |
| 시종          | 돈 바클리                                           | 최병상              |
| 루시퍼        | 준 포레이                                           |                     |
| 브루노        | 제임스 맥도널드, 얼 킨                              |                     |
| 내레이션      | 베티 루 거슨                                        |                     |

## 음악
유명한 곡으로는 다음과 같은 곡이 있다:
- "Cinderella"
- "A Dream Is a Wish Your Heart Makes"
- "Sing Sweet Nightingale"
- "The Work Song"
- "비비디 바비디 부"
- "So This Is Love"

## 같이 보기
- 디즈니의 장편 애니메이션 영화 목록